# 1991 UM1
1991 UM1 är en asteroid i huvudbältet som upptäcktes den 28 oktober 1991 av de båda japanska astronomerna Seiji Ueda och Hiroshi Kaneda i Kushiro.
Asteroiden har en diameter på ungefär 4 kilometer och den tillhör asteroidgruppen Flora.